# Jonas Kling
Jonas Kling, född 1972, är en fotbollsspelare med ett förflutet i Hammarby IF. Han är mest känd för att ha kommit in på planen som fjärde avbytare i en match mot Djurgårdens IF 1997, trots att det då bara var tillåtet med tre byten i fotboll.